# Barbara Kisseler Theaterpreis
Der Barbara Kisseler Theaterpreis wird seit 2017 im Andenken an die im Oktober 2016 verstorbene Kultursenatorin Barbara Kisseler von der Freien und Hansestadt Hamburg jährlich verliehen und von der Hermann Reemtsma Stiftung gefördert. Er ist mit 50.000 Euro dotiert. 
Mit dem Preis sollen die Bedeutung und Qualität insbesondere der Privattheater und Freien Gruppen in Hamburg gewürdigt und zugleich besonders mutige künstlerische Produktionen ausgezeichnet werden.  

## Preisträger
- 2017: Kirschkern & Compes (Kindertheater)
- 2018: Lichthof Theater
- 2019: Altonaer Theater
- 2020: plattform-Festival im Ernst-Deutsch-Theater, nebst zusätzlicher 50.000 Euro zur Ermöglichung der „Theaternacht 2020“[1]
- 2021: Stella Roberts für ihr Projekt „Der fröhliche Fischer“[2]
- 2022: Theater das Zimmer[3]
- 2023: die Produktion „The Wanderers“ im Ernst-Deutsch-Theater[4]
- 2024: Allee-Theater, Hamburg[5]